# Combined Programming Language
Combined Programming Language oder Cambridge Programming Language, abgekürzt CPL, ist eine Programmiersprache, die Anfang der 1960er Jahre als Programmierparadigma entwickelt wurde. Sie wurde an der Universität Cambridge und der Universität London entwickelt. Ihre Entwicklung stand unter dem Einfluss von Algol 60.

## Beispiel
```
Max(Items, ValueFunction) = value of
§ (Best, BestVal) = (NIL, -8)
while Items do §
(Item, Val) = (Head(Items), ValueFunction(Head(Items)))
if Val > BestVal then (Best, BestVal) := (Item, Val)
Items := Rest(Items) §
result is Best §

```